# Ammophila eyrensis
Ammophila eyrensis är en biart som beskrevs av Rowland Edwards Turner 1908.
Ammophila eyrensis ingår i släktet Ammophila och familjen grävsteklar. Inga underarter finns listade i Catalogue of Life.